# 양양 전투
양양 전투(襄陽戰鬪)는 191년 혹은 192년 원술이 손견으로 하여금 형주의 유표를 공격한 전투다. 손견은 초기에는 선전했으나 끝내 황조에게 전사하였다.

## 삼국지연의

### 배경
발해 태수 원소는 넓은 기주를 차지하고 세력을 넓힌다. 이에 원소의 동생 원술이 말 1000필을 달라고 했으나 거절당하고 유표에게 양식 20만 섬을 달라고 했으나 역시 거절당한다. 
결국 원술은 장사 태수 손견에게 편지를 보내 유표를 함께 치자고 제안하고 손견은 유표를 공격해 강동의 떨어진 위신을 되찾자고 군사를 일으킨다. 주위에서 손견의 동생 손정을 비롯해 여러 사람들이 말리지만 손견은 군사를 일으키고 아들 손책과 함께 간다.

### 전투 과정
손견이 쳐들어오자 형주 자사 유표는 부하 장수 황조를 보내 장강을 건너는 손견의 수군을 화살로 공격한다. 이렇게 3일 동안 계속 화살 공격을 하자 황조군의 화살이 떨어지자 손견은 받은 화살을 다시 공격하여 쉽게 장강에 상륙한다. 
이에 황조는 등성에서 전열을 정비하여 손견에 맞서고 황조의 부하 장수 장호와 진생이 맞서지만 장호는 손견의 부하 장수 한당에게 목이 베이고 진생은 손견의 아들 손책의 화살에 맞아 전사한다. 
결국 황조는 크게 패해 후퇴하고 유표는 부하 채모에게 군사 1만 명을 주어 맞서게 했으나 채모 역시 손견의 부하 정보에게 군사의 반을 잃고 양양성으로 후퇴한다. 하지만 승리가 눈 앞에 보이는 사이에 손견 진영의 대장기가 꺾이자 부하 장수들이 불길한 기운으로 군사를 물리자고 제안한다. 
그러나 손견을 이를 거절하고 계속 공격하기를 결정한다. 한편 유표의 모사 괴량은 천문을 보아 강동의 호랑이 손견이 수명을 다 할 것을 알고 부하 장수 여공을 보내 원소에게 구원을 요청하러 간다. 결국 손견은 여공의 군사들을 쫓아가다가 여공의 기습 공격으로 전사한다.
이후 밤새 손견군과 유표군과의 전투가 벌어져 여공은 손견의 부하 정보에게 죽고 황조도 수전에서 손견의 부하 황개에게 사로잡힌다.

### 결과 및 영향
다음 날 손견의 진영에서는 손견의 죽음을 알게 되고 이에 손견의 아들 손책은 군리 환계를 보내 손견의 시신과 사로잡은 적장 황조를 교환하고, 군사를 물려 강동으로 돌아가 원술에게 의탁했다. 
유표는 형북 일대를 보전하는 데 성공하고 이후 장사 태수 장선과의 싸움에서 이겨 형남까지 진출, '군대가 10만에 이르렀다'. 그러나 사후에 아들 유종이 조조에게 항복해 세력이 고스란히 흡수되고 만다. 
한편 손책은 곡아 전투에서 승리해 강동을 제압하였다. 그 뒤 손책이 요절하자 동생 손권이 뒤를 이어 주유, 여몽 등의 보좌를 받아 형주를 손에 넣었던 조조를 적벽에서 격파하고 연이어 강릉에 주둔하며 북진을 도모하던 유비의 장수 관우를 참해 누대의 숙원이었던 형주 평정을 성공시킨다. 
그러나 조조의 위나라와 뒤를 이은 사마염의 서진 정권은 삼국이 통일되기 전까지 양양 등 형주의 일부 군현을 계속 점거했다.